# Alexandrina Meklenbursko-Zvěřínská
Alexandrina Meklenbursko-Zvěřínská (dánsky Alexandrine af Mecklenburg-Schwerin, německy Alexandrine Auguste Herzogin zu Mecklenburg; 24. prosince 1879, Schwerin – 28. prosince 1952, Hellerup u Kodaně) byla rodem meklenburská vévodkyně a jako manželka dánského krále Kristiána X. v letech 1912–1947 dánská královna.
Alexandrina byla dcerou Bedřicha Františka III., velkovévody meklenbursko-zvěřínského, a ruské velkokněžny Anastázie Michajlovny. Byla vychovávána prostě a její raný život byl potulný, léto trávila v Meklenbursku a zbytek roku v jižní Francii. V roce 1898 se provdala za dánského prince Kristiána.
V roce 1906 se Alexandrina stala korunní princeznou a v roce 1912 dánskou královnou-chotí. Nepředpokládá se, že by hrála nějakou politickou roli, ale je popisována jako inteligentní a loajální opora svého chotě. Navzdory svému německému původu byla loajální ke své nové zemi a stála po boku svého manžela během německé okupace Dánska za druhé světové války.

## Původ, mládí
Alexandrina se narodila jako meklenbursko-zvěřínská vévodkyně na Štědrý den roku 1879 ve městě Schwerin, hlavním městě rozsáhlého velkovévodství Meklenbursko-Zvěřínsko v severním Německu. Jejím otcem byl Bedřich František, dědičný velkovévoda meklenbursko-zvěřínský, který byl nejstarším synem a dědicem vládnoucího velkovévody Bedřicha Františka II. Její matkou byla ruská velkokněžna Anastázie Michajlovna, která byla vnučkou ruského cara Mikuláše I. Alexandrina byla prvním dítětem svých rodičů a narodila se jedenáct měsíců po jejich svatbě v Petrohradě. 

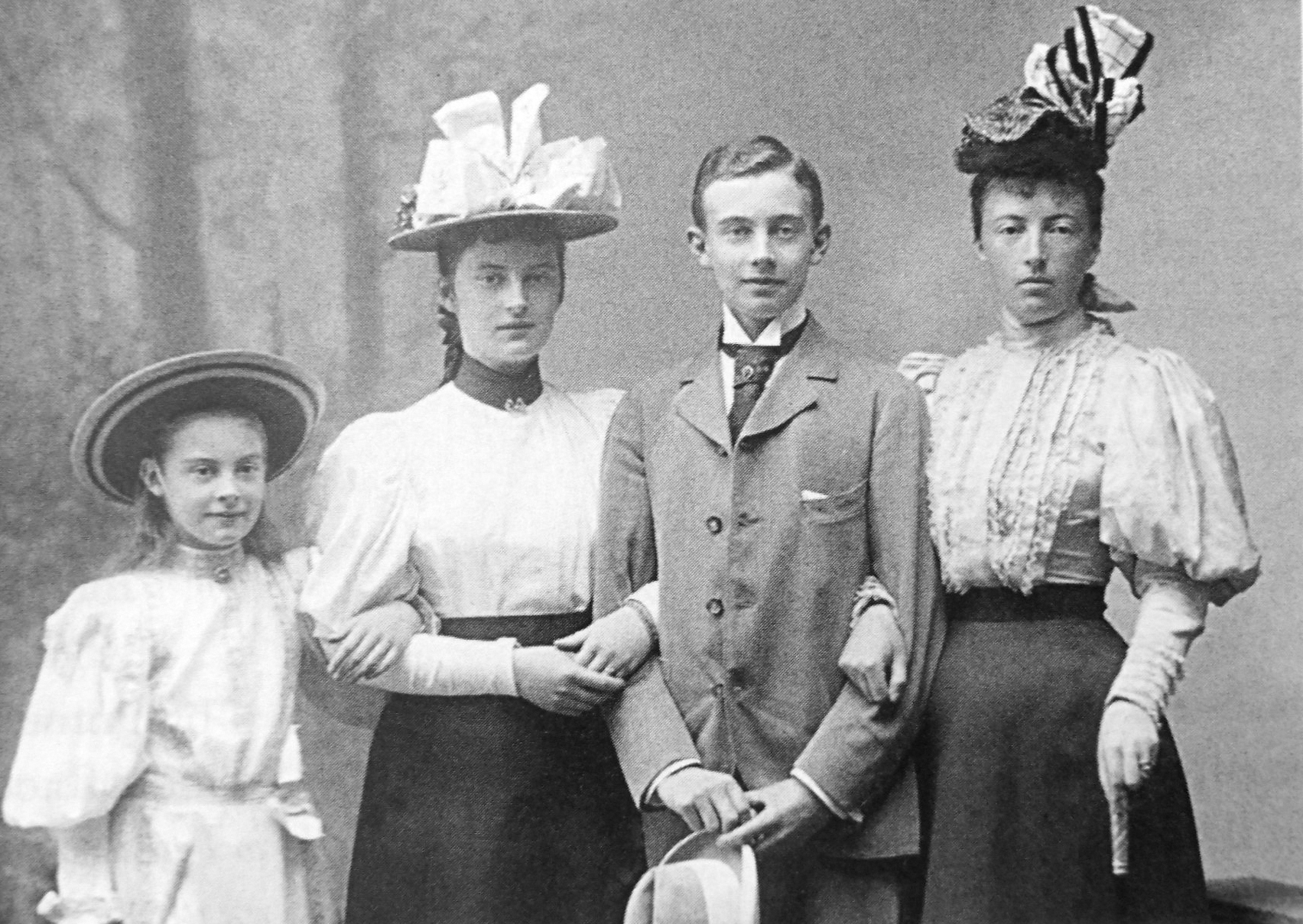
Vévodkyně Alexandrina (druhá zleva) se svou mladší sestrou vévodkyní Cecílií, bratrem vévodou Fridrichem a matkou, 1895

Vévodkyně Alexandrina měla dva mladší sourozence: její jediný bratr byl vévoda Fridrich František, který v roce 1897 nastoupil po jejich otci jako velkovévoda meklenbursko-zvěřínský, a její jediná sestra vévodkyně Cecilie, která se v roce 1906 provdala za německého korunního prince Viléma Pruského, nejstaršího syna německého císaře Viléma II. Byla také sestřenicí Juliany Nizozemské z otcovy strany. Její matka byla z otcovy strany tetou ruské kněžny Iriny Alexandrovny, manželky Felixe Jusupova, jednoho z Rasputinových vrahů.
Po otcově nástupnictví ve funkci velkovévody 15. dubna 1883 vyrůstala Alexandrina se svým bratrem a sestrou na zámku ve Schwerinu, v královských rezidencích paláci Ludwigslust a loveckém zámečku Gelbensande, jen několik kilometrů od pobřeží Baltského moře. Její otec měl chatrné zdraví a od útlého věku těžce trpěl dermatitidou, astmatem a dýchacími potížemi. Vlhké a chladné severoevropské klima Meklenburska jeho zdraví neprospívalo, a proto Alexandrina trávila s rodinou hodně času mimo Meklenbursko, u Ženevského jezera, v Palermu, Baden-Badenu a Cannes na jihu Francie, kde rodina vlastnila rozsáhlé panství, vilu Wenden. Cannes si v té době oblíbily i další evropské královské rodiny, včetně těch, s nimiž se Alexandrina setkala, jako byla francouzská císařovna Evženie a strýc jejího budoucího manžela, Eduard VII. ze Spojeného království.

## Manželství

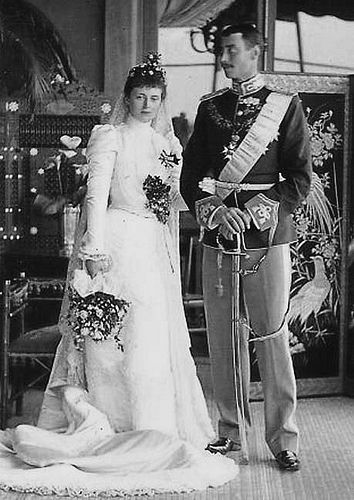
Svatební fotografie vévodkyně Alexandriny Meklenbursko-Zvěřínské a dánského prince Kristiána, 1898

Během zimní návštěvy Cannes v roce 1897 se vévodkyně Alexandrina seznámila se svým budoucím manželem, dánským princem Kristiánem, nejstarším synem dánského korunního prince Frederika a korunní princezny Luisy. Zasnoubili se 24. března 1897 ve Schwerinu. 24. dubna 1897, krátce po oznámení zásnub, její otec velkovévoda náhle zemřel ve věku pouhých 46 let. Jeho náhlá smrt byla poněkud zahalena tajemstvím, neboť se nejprve uvádělo, že spáchal sebevraždu skokem z mostu, podle oficiální zprávy však zemřel ve své zahradě, když při záchvatu dušnosti přepadl přes nízkou zídku.
Svatba vévodkyně Alexandriny a prince Kristiána se konala 26. dubna 1898 v Cannes, když jí bylo 18 let. Měli spolu dvě děti:
- Frederik (11. března 1899 – 14. ledna 1972), pozdější dánský král v letech 1947–1972, ⚭ 1922 Ingrid Švédská (28. března 1910 – 7. listopadu 2000)
- Knut (27. července 1900 – 14. června 1976), do roku 1963 dědičný dánský princ, ⚭ 1933 Karolina Matylda Dánská (27. dubna 1912 – 12. prosince 1995)

Po příjezdu do Dánska dostali manželé jako hlavní rezidenci palác Kristiána VIII. v palácovém komplexu Amalienborg v centru Kodaně a jako letní sídlo palác Sorgenfri v Kongens Lyngby severně od Kodaně. Kromě toho manželé dostali v roce 1902 od dánského lidu jako svatební dar palác Marselisborg v Aarhusu v Jutsku, jehož zahrada se měla stát jedním z jejích největších zájmů. 
Dne 29. ledna 1906 zemřel dědeček jejího manžela král Kristián IX. a na trůn nastoupil Kristiánův otec jako král Frederik VIII. Sám Kristián se stal korunním princem a Alexandrina korunní princeznou.

## Dánská královna

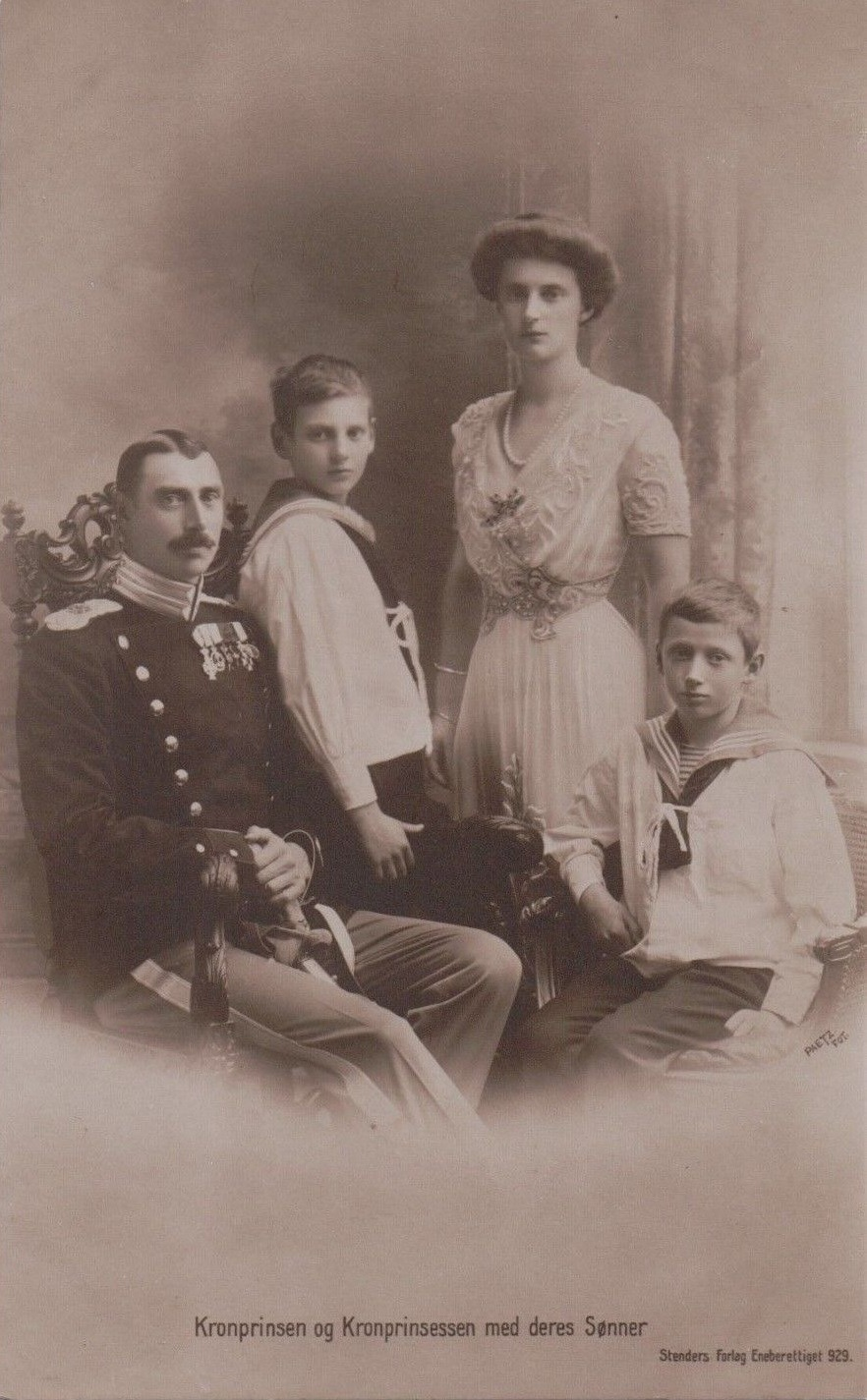
Dánský král Kristián X. a královna Alexandrina s jejich dvěma syny, princem Frederikem a princem Knutem, 1912

14. května 1912 král Frederik VIII. náhle zemřel v německém Hamburku, když se vracel z ozdravného pobytu v Nice v jižní Francii. Alexandrinin manžel nastoupil na trůn jako Kristián X. a Alexandrina se stala dánskou královnou-chotí. Nepředpokládá se, že by hrála nějakou politickou roli, ale je popisována jako věrná opora svého chotě.
Zajímala se o hudbu a působila jako protektorka hudebních spolků Musikforeningen i København a Den danske Richard Wagnerforening. Byla známá svými ručními pracemi, které prodávala na dobročinné účely. Po smrti své tchyně Luisy Švédské v roce 1926 ji vystřídala jako oficiální protektorka různých charitativních organizací, které Luisa založila. Ráda hrála golf a fotografovala.
Za první světové války založila Dronningens Centralkomité af 1914 („Královnin ústřední výbor 1914“) na podporu chudých rodin. Revoluce v Rusku přinesla Alexandrině mnoho zlomených srdcí, protože tři její strýcové, Nikolaj, Georgij a Sergej, byli zabiti bolševiky.
Přežila pandemii chřipky v roce 1918.

### Druhá světová válka
Během okupace za druhé světové války si dvojice získala velkou popularitu jako národní symbol, což se projevilo během turné po zemi v roce 1946. Před okupací se spolu se svou snachou věnovala mobilizaci dánských žen.
Její odmítnutí generálmajora Kurta Himera, náčelníka štábu generála Kaupische 9. dubna 1940, se stalo symbolem její loajality vůči Dánsku před rodnou zemí Německem. Když generál Himer požádal o audienci u panovníka, nechal se Kristián přesvědčit, aby ho jeho snacha přijala jako každého jiného, což Alexandrina podpořila. Požádal, aby tak mohl učinit sám, ale Alexandrina mu řekla, že je vyruší. Když se generál chystal odejít, vstoupila, a když ji pozdravil, řekla: „Generále, tohle není okolnost, za které bych očekávala, že budu vítat krajana."

Uvádělo se, že ačkoli byla Alexandrina považována za plachou a neměla ráda oficiální ceremonie, měla „bystrou“ inteligenci a byla spolu se svou snachou Ingrid Švédskou skutečnou oporou panovníka a hnací silou odporu proti okupaci v královském domě. Uvádělo se také, že na rozdíl od samotného panovníka a korunního prince královna a korunní princezna nikdy neztratily klid, když byl národ napaden. Protože nebyla hlavou královského domu, mohla se na veřejnosti projevovat více než její choť, který si nepřál dávat najevo podporu okupaci tím, že by byl viděn na veřejnosti, a toho využila k tomu, aby se angažovala v různých organizacích pro sociální pomoc, aby zmírnila potíže způsobené okupací. Veřejné mínění vyjádřil dánský dramatik Kaj Munk slovy: ,,Chraňme naši královnu, jediného Němce, jehož mějme rádi!"

Královský monogram královny Alexandriny

## Královna vdova
V roce 1947 ovdověla a stala se první dánskou královnou vdovou, která se rozhodla titul nepoužívat. V pozdějších letech pobývala Alexandrina stále déle na zámku Marselisborg v Jutsku. Až do konce života byla velmi aktivní, pokračovala v mecenášské a charitativní činnosti; byla také vášnivou golfistkou a fotografkou a vyráběla vynikající ruční práce.
Královna Alexandrina zemřela 28. prosince 1952 ve spánku, čtyři dny po svých narozeninách, po dlouhé nemoci. Týden a půl před smrtí podstoupila operaci střev. Byla pohřbena na tradičním pohřebišti královské rodiny v katedrále Roskilde.
.

## Vývod z předků
|                                    |                                               |  |                |                                    |  |  |  |  |  |  |  | Fridrich Ludvík Meklenbursko-Zvěřínský |
|                                    |                                               |  |                |                                    |  |  |  |  |  |  |  |                                        |
|                                    | Pavel Fridrich Meklenbursko-Zvěřínský         |  |                |                                    |  |  |  |  |  |  |  |                                        |
|                                    |                                               |  |                |                                    |  |  |  |  |  |  |  |                                        |
|                                    |                                               |  |                | Jelena Pavlovna Ruská              |  |  |  |  |  |  |  |                                        |
|                                    |                                               |  |                |                                    |  |  |  |  |  |  |  |                                        |
|                                    | Bedřich František II. Meklenbursko-Zvěřínský  |  |                |                                    |  |  |  |  |  |  |  |                                        |
|                                    |                                               |  |                |                                    |  |  |  |  |  |  |  |                                        |
|                                    |                                               |  |                | Fridrich Vilém III.                |  |  |  |  |  |  |  |                                        |
|                                    |                                               |  |                |                                    |  |  |  |  |  |  |  |                                        |
|                                    | Alexandrina Pruská                            |  |                |                                    |  |  |  |  |  |  |  |                                        |
|                                    |                                               |  |                |                                    |  |  |  |  |  |  |  |                                        |
|                                    |                                               |  |                | Luisa Meklenbursko-Střelická       |  |  |  |  |  |  |  |                                        |
|                                    |                                               |  |                |                                    |  |  |  |  |  |  |  |                                        |
|                                    | Bedřich František III. Meklenbursko-Zvěřínský |  |                |                                    |  |  |  |  |  |  |  |                                        |
|                                    |                                               |  |                |                                    |  |  |  |  |  |  |  |                                        |
|                                    |                                               |  |                | Jindřich XLIV Reuss z Kestřic      |  |  |  |  |  |  |  |                                        |
|                                    |                                               |  |                |                                    |  |  |  |  |  |  |  |                                        |
|                                    | Jindřich LXIII. Reuss z Kestřic               |  |                |                                    |  |  |  |  |  |  |  |                                        |
|                                    |                                               |  |                |                                    |  |  |  |  |  |  |  |                                        |
|                                    |                                               |  |                | Vilemína Geuder                    |  |  |  |  |  |  |  |                                        |
|                                    |                                               |  |                |                                    |  |  |  |  |  |  |  |                                        |
|                                    | Augusta Reuss Köstritz                        |  |                |                                    |  |  |  |  |  |  |  |                                        |
|                                    |                                               |  |                |                                    |  |  |  |  |  |  |  |                                        |
|                                    |                                               |  |                | Jindřich Stolberg-Wernigerode      |  |  |  |  |  |  |  |                                        |
|                                    |                                               |  |                |                                    |  |  |  |  |  |  |  |                                        |
|                                    | Eleonora ze Stolbergu-Wernigerode             |  |                |                                    |  |  |  |  |  |  |  |                                        |
|                                    |                                               |  |                |                                    |  |  |  |  |  |  |  |                                        |
|                                    |                                               |  |                | Johanna Schönbursko-Waldenburská   |  |  |  |  |  |  |  |                                        |
|                                    |                                               |  |                |                                    |  |  |  |  |  |  |  |                                        |
| Alexandrina Meklenbursko-Zvěřínská |                                               |  |                |                                    |  |  |  |  |  |  |  |                                        |
|                                    |                                               |  |                |                                    |  |  |  |  |  |  |  |                                        |
|                                    |                                               |  | Pavel I. Ruský |                                    |  |  |  |  |  |  |  |                                        |
|                                    |                                               |  |                |                                    |  |  |  |  |  |  |  |                                        |
|                                    | Mikuláš I. Ruský                              |  |                |                                    |  |  |  |  |  |  |  |                                        |
|                                    |                                               |  |                |                                    |  |  |  |  |  |  |  |                                        |
|                                    |                                               |  |                | Žofie Dorota Württemberská         |  |  |  |  |  |  |  |                                        |
|                                    |                                               |  |                |                                    |  |  |  |  |  |  |  |                                        |
|                                    | Michail Nikolajevič Ruský                     |  |                |                                    |  |  |  |  |  |  |  |                                        |
|                                    |                                               |  |                |                                    |  |  |  |  |  |  |  |                                        |
|                                    |                                               |  |                | Fridrich Vilém III.                |  |  |  |  |  |  |  |                                        |
|                                    |                                               |  |                |                                    |  |  |  |  |  |  |  |                                        |
|                                    | Šarlota Pruská                                |  |                |                                    |  |  |  |  |  |  |  |                                        |
|                                    |                                               |  |                |                                    |  |  |  |  |  |  |  |                                        |
|                                    |                                               |  |                | Luisa Meklenbursko-Střelická       |  |  |  |  |  |  |  |                                        |
|                                    |                                               |  |                |                                    |  |  |  |  |  |  |  |                                        |
|                                    | Anastázie Michajlovna Ruská                   |  |                |                                    |  |  |  |  |  |  |  |                                        |
|                                    |                                               |  |                |                                    |  |  |  |  |  |  |  |                                        |
|                                    |                                               |  |                | Karel Fridrich Bádenský            |  |  |  |  |  |  |  |                                        |
|                                    |                                               |  |                |                                    |  |  |  |  |  |  |  |                                        |
|                                    | Leopold I. Bádenský                           |  |                |                                    |  |  |  |  |  |  |  |                                        |
|                                    |                                               |  |                |                                    |  |  |  |  |  |  |  |                                        |
|                                    |                                               |  |                | Luisa Karolína Geyer z Geyersbergu |  |  |  |  |  |  |  |                                        |
|                                    |                                               |  |                |                                    |  |  |  |  |  |  |  |                                        |
|                                    | Cecilie Bádenská                              |  |                |                                    |  |  |  |  |  |  |  |                                        |
|                                    |                                               |  |                |                                    |  |  |  |  |  |  |  |                                        |
|                                    |                                               |  |                | Gustav IV. Adolf                   |  |  |  |  |  |  |  |                                        |
|                                    |                                               |  |                |                                    |  |  |  |  |  |  |  |                                        |
|                                    | Žofie Vilemína Švédská                        |  |                |                                    |  |  |  |  |  |  |  |                                        |
|                                    |                                               |  |                |                                    |  |  |  |  |  |  |  |                                        |
|                                    |                                               |  |                | Frederika Dorotea Bádenská         |  |  |  |  |  |  |  |                                        |
|                                    |                                               |  |                |                                    |  |  |  |  |  |  |  |                                        |